# Lewis Watson (2e baron Sondes)
Lewis Thomas Watson, 2e baron Sondes (18 avril 1754 - 21 juin 1806), est un homme politique britannique whig et un pair.

## Biographie
Il est le fils de Lewis Watson (1er baron Sondes), et de Grace Pelham, fille de Henry Pelham. Il fait ses études au Collège d'Eton entre 1765 et 1771.
En 1774, Lord Rockingham, un vieil ami de son père (et son cousin éloigné), propose à Sondes un siège au Parlement à Pontefract. Il décline toutefois en raison du prix de 3 500 £ demandé par le parrain de l'arrondissement, Robert Monckton-Arundell (4e vicomte Galway). En 1775, la mort de Charles Saunders laisse une vacance à Hedon. Rockingham ne souhaite pas perdre le siège du gouvernement et recommande Watson comme candidat au directeur des élections de Saunders, William Iveson, qui hérite de l'intérêt de Saunders pour l'arrondissement. Cependant, l'élection partielle de janvier 1776 est contestée par Christopher Atkinson et s'avère inopinément chère. Sondes paie 3 600 £ et se plaint à Rockingham lorsque des factures de 1 200 £ sont envoyées plus tard dans l'année.
Watson est un membre fidèle de l'opposition de Rockingham au ministère North, mais ne s'est jamais exprimé aux Communes. Il se présente comme candidat pour le Kent en 1780 mais se retire après avoir constaté qu'il n'est pas soutenu dans le comté. Aux élections de 1784, il se présente Seaford pour défendre l'intérêt de Pelham depuis longtemps dormant contre les candidats à la Trésorerie. Vaincu par un vote, il dépose une pétition électorale affirmant que l'huissier de justice n'a pas donné le préavis de quatre jours requis pour l'élection. Cette élection est annulée en 1785, mais il ne se représente pas. À son insu, il est présenté comme candidat du parti Whig à Canterbury lors des élections de 1790, mais termine au bas du scrutin. Il est nommé sous-lieutenant du Northamptonshire en avril 1793 et de Kent le 29 juin.
En 1795, il succède à son père et occupe son siège à la Chambre des lords. Il vend le manoir de Garthorpe, Leicestershire à Wilbraham Tollemache (6e comte de Dysart) en 1803.
Le 19 mai 1798, il est nommé colonel de la milice supplémentaire du Kent qui est devenue la 3e milice du Kent, et il est nommé colonel dans l'armée le 13 octobre, jusqu'à ce que la milice soit dissoute. Lorsqu’un certain nombre de régiments de volontaires sont levés après l’effondrement de la Paix d'Amiens, Sondes est nommé lieutenant-colonel commandant du régiment d'infanterie volontaire de Sheldwich le 27 septembre 1803 et colonel du régiment de volontaires de Latte de Scray, faisant partie de la milice du Kent le 20 octobre. Il occupe le poste de colonel de ce dernier jusqu'à sa mort, lorsque George Harris lui succède.

## Famille

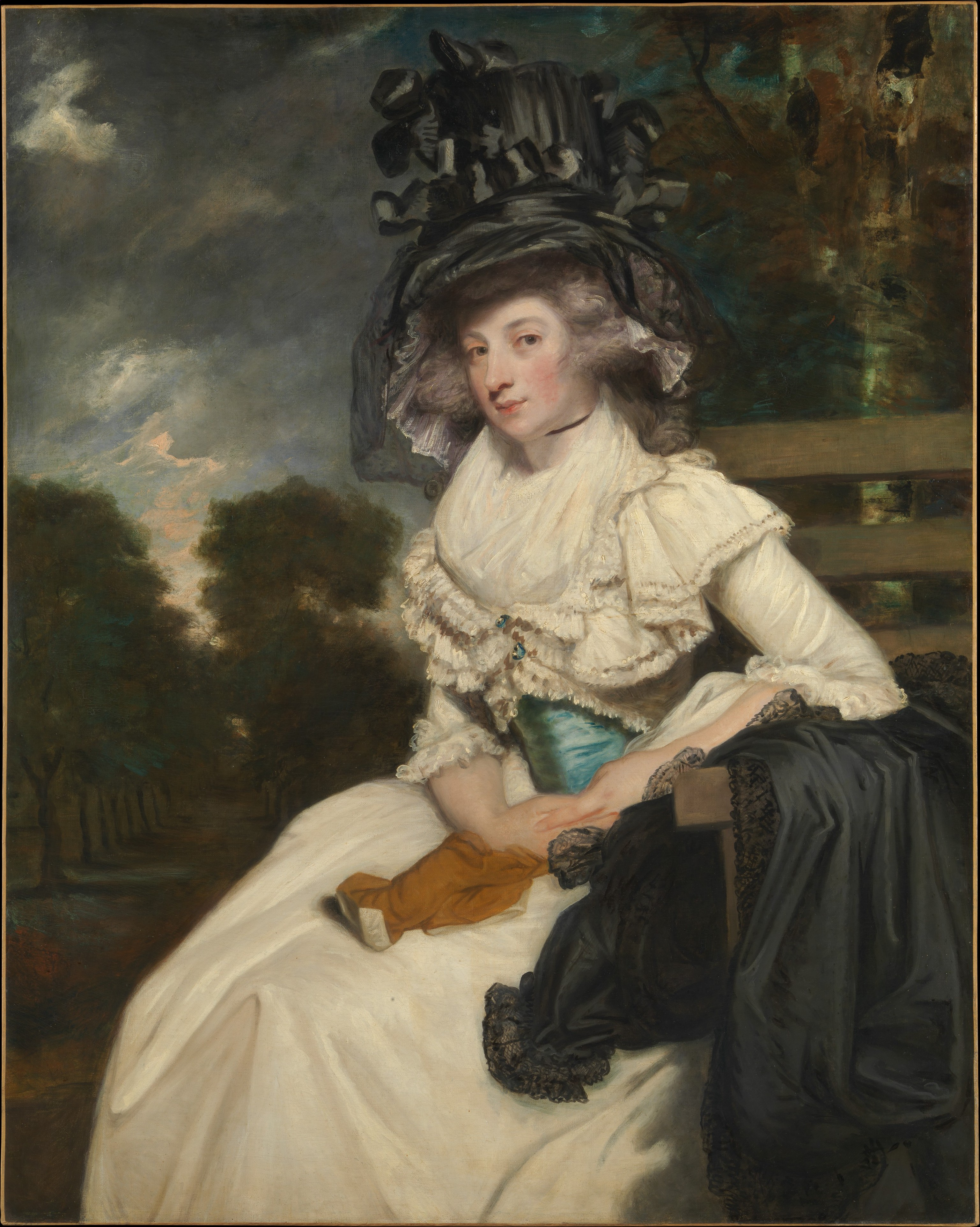
Portrait de sa femme, Mary Elizabeth Milles, de Joshua Reynolds, 1789, au Metropolitan Museum of Art

Le 30 novembre 1785, il épouse Mary Elizabeth Milles (1767-1818), fille unique et héritière de Richard Milles (1735-1820), député de Cantorbéry de 1761 à 1780 et ont eu sept enfants:
- Mary Grace Watson (29 décembre 1786 - 24 novembre 1853), mariée à Sir John Henry Palmer, 7e baronnet, le 3 mai 1808
- Grace Theodosia Watson (1er août 1790 - 9 septembre 1794)
- Lewis Watson (3e baron Sondes) (1792-1836)
- George Milles (4e baron Sondes) (1794–1874)
- Henry Watson (10 août 1796 - 23 septembre 1849)
- Richard Watson (homme politique) (1800–1852)
- Catherine Watson (10 juin 1802 - 24 novembre 1884), mariée à William de Capell Brooke le 23 avril 1829

Son fils, Lewis Watson, lui succède quand il meurt le 21 juin 1806. Il est enterré à Rockingham, dans le Northamptonshire .